# Hohenseelbachskopf
Der Hohenseelbachskopf ist ein 517,5 m ü. NHN hoher Berg und Lavadom im Südlichen Hellerbergland (Siegerland). Er liegt zwischen Daaden im Landkreis Altenkirchen in Rheinland-Pfalz (RP) und Neunkirchen im Kreis Siegen-Wittgenstein in Nordrhein-Westfalen (NW) und ist der höchste Berg auf dem Gebiet der Gemeinde Neunkirchen.

## Geographie

### Lage
Der Hohenseelbachskopf liegt im Grenzgebiet der Gemeinden Daaden (RP) im Südwesten und Neunkirchen (NW) im Norden sowie der Stadt Herdorf (RP) im Nordwesten; sein (heutiger) Gipfel gehört zu Daaden. Nördlich fließt die Heller vorbei, westlich verlaufen die Heller-Zuflüsse Sotterbach und (jenseits davon) Daade. Etwa 220 m nördlich des Berggipfels steht die Waldgaststätte Hohenseelbachskopf (NW; 495,1 m) und 1 km nordwestlich liegt auf der Landesgrenze die Mahlscheid.

### Naturräumliche Zuordnung
Der Hohenseelbachskopf gehört in der naturräumlichen Haupteinheitengruppe Süderbergland (Bergisch-Sauerländisches Gebirge; Nr. 33), in der Haupteinheit Siegerland (331) und in der Untereinheit Hellerbergland (331.3) zum Naturraum Südliches Hellerbergland (331.32). Seine Landschaft fällt nach Nordnordosten in den Naturraum Mittleres Hellertal (331.31) ab; sie leitet nach Nordwesten über die Mahlscheid in den Naturraum Nördliches Hellerbergland (331.30) über.

## Geologie
Der Hohenseelbachskopf ist entstanden als Basaltkuppe, er bildet einen westlichen Ausläufer des Westerwälder Vulkanfelds. Der massive Basalt bildete eine Kuppe von 20 bis 30 m Höhe. Sie war etwa 60 m breit und über 150 m lang, die einer geringmächtigen Decke aus Tuff aufsitzt. Umgeben ist sie von im Eiszeitalter entstandenen (periglazialen) Blockfeldern und Schuttströmen aus verwittertem Basalt. Die Vulkanite sitzen metamorph überprägten Sedimentgesteinen (Tonschiefer, Sandstein, Quarzit) aus dem Unterdevon auf. Vermutet wird hier, wie im westlich anschließenden Hohen Westerwald noch ausgeprägt, eine ehemals ausgedehnte Basaltdecke, die, nach der Heraushebung des Westerwalds als Teil der Rheinischen Masse, durch Erosion wieder abgetragen wurde. Der Basaltdecken-Rest ging in der Tiefe in einen breiten Basaltgang über. Entstanden durch zähflüssiges Magma einer Förderspalte, bildete der schmelzflüssige Basalt 30 bis 40 m hohe Säulen mit durch Schrumpfungsvorgänge bei der Abkühlung entstandener, meist sechseckiger Säulenstruktur. Reste dieser Säulen umgeben noch heute einen tiefen ehemaligen Steinbruch, in dem der Basalt abgebaut wurde. Am nordöstlichen Boden ist ein hoher Block aus zahllosen Basaltsäulen stehen geblieben. Der Basaltabbau für den Straßen-, den Gruben- und Wasserbau führte zwischen 1900 und 1925 zum Abtragen der Kuppe, wodurch auch die Spuren der Ringwallanlage sowie die letzten Reste der mittelalterlichen Burg der Ritter von Seelbach getilgt wurden. Der Basalt wird im Alter nach der stratigraphischen Lage auf das ausgehende Untermiozän vor etwa 19 bis 20 Millionen Jahren geschätzt. Genaue Altersdaten, etwa eine Kalium-Argon-Datierung, liegt für den Basalt des Hohenseelbachskopfes nicht vor, die untersuchten vergleichbaren Gesteine der nördlichen Vulkanprovinz des Westerwaldes (sowie der gleich alten des Siebengebirges) waren meist etwa 22 bis 25 Millionen Jahre alt.

## Geschichte
Das Adelsgeschlecht von Seelbach, erstmals 1288 urkundlich erwähnt, legte 1350 auf der Basaltkuppe des Hohenseelbachskopfes eine Burg an, die schon zwei Jahre später durch den Erzbischof von Trier wieder zerstört wurde, weil ihre Besitzer angeblich Raubritter waren.
Zusätzlich zum hochmittelalterlichen Burgstall befand sich auf dem Berg eine Ringwallanlage, die in oft die Eisenzeit datiert wird. Der Wall hatte nach Untersuchungen des Westfälischen Museums für Archäologie/Amt für Bodendenkmalpflege, Außenstelle Olpe, eine maximale Länge von 207 m und eine maximale Breite von 87 m, der Wall selbst war 490 m lang. Ausgrabungen fanden im Wall eine 1,88 m breite Trockenmauer und im Innenraum einen Brunnenschacht mit 4 m Durchmesser, beides deutet eher auf eine frühmittelalterliche Datierung. Es werden einfache und wenig charakteristische, möglicherweise eisenzeitliche Scherben erwähnt. Die Befunde deuten auf eine mittelalterliche Datierung des Walls. Eine eisenzeitliche Vorbefestigung des Platzes ist nicht völlig auszuschließen.

## Schutzgebiete
Bis auf die gipfelnahen Hochlagen des Hohenseelbachskopfs reicht auf nordrhein-westfälischer Seite das Naturschutzgebiet Mahlscheid (CDDA-Nr. 164544; 1990 ausgewiesen; 1,0769 km² groß). Auf rheinland-pfälzischer Seite befinden sich Teile des Fauna-Flora-Habitat-Gebiets Wälder am Hohenseelbachkopf (FFH-Nr. 5213-301; 10,25 km²). Außerdem liegen auf dem Berg Teile der Vogelschutzgebiete (VSG) Wälder und Wiesen bei Burbach und Neunkirchen (VSG-Nr. 5214-401; 46,5456 km²) auf nordrhein-westfälischem Gebiet und Westerwald (VSG-Nr. 5312-401; 289,48 km²) auf rheinland-pfälzischer Seite.